# Hańba! (album)
Hańba! – pierwszy album studyjny krakowskiego zespołu Hańba! wydany 10 stycznia 2016 przez wydawnictwo Antena Krzyku przy wsparciu wytwórni Karoryfer Lecolds. Album został nagrany w  studiu S4 Polskiego Radia pod nadzorem Wojciecha Przybylskiego.

## Lista utworów
Opracowano na podstawie materiału źródłowego.
| Nr  | Tytuł utworu                                       | Długość |
| --- | -------------------------------------------------- | ------- |
| 1.  | „Żandarm” (sł. Julian Tuwim)                       | 3:23    |
| 2.  | „Figa z makiem” (sł. Andrzej Zagajewski)           | 4:06    |
| 3.  | „Cukier krzepi”                                    | 3:31    |
| 4.  | „Narutowicz” (sł. Mateusz Nowicki)                 | 3:30    |
| 5.  | „Żydokomuna” (sł. Jan Brzechwa)                    | 3:01    |
| 6.  | „Narodowcy” (sł. Tadeusz Hollender)                | 5:00    |
| 7.  | „Korporancik” (sł. Lucjan Szenwald)                | 4:00    |
| 8.  | „Budżet” (sł. Edward Szymański)                    | 3:25    |
| 9.  | „Prosto w serce” (sł. Mateusza Nowicki)            | 3:34    |
| 10. | „Gmachy” (sł. Mateusz Nowicki, Andrzej Zagajewski) | 2:32    |
| 11. | „Bij bolszewika”                                   | 2:22    |
| 12. | „Filozofom” (sł. Franciszek Łęczycki)              | 5:28    |
| 13. | „Depesza”                                          | 2:24    |
| 14. | „Niemcy się zbroją” (sł. Henryk Zbierzchowski)     | 4:07    |
|     |                                                    | 50:23   |

## Twórcy
- Ignacy Woland (naprawdę: Jakub Lewicki)
- Adam Sobolewski (naprawdę: Mateusz Nowicki)
- Andrzej Zamenhof (naprawdę: Andrzej Zagajewski)
- Wiesław Król (naprawdę: Michał Radmacher)